# Carlos de Sezze
San Carlos de Sezze, O.F.M. (19 de octubre de 1613 - 6 de enero de 1670) fue un fraile franciscano italiano, quien se honora en la Iglesia católica como santo.

## Vida

### Joven
Nacido Juancarlos Marchioni en 1613, pasó su juventud en el pueblecito italiano de Sezze, en la región de Lacio. No pudo continuar con sus estudios debido a la pobreza de la familia, y fue pastor de ovejas. Sin embargo, se profundizó su vida interior en los campos, mientras cuidaba a sus animales. Conoció las vidas de algunos frailes santos, Pascual Baylón, quien venía de una misma manera de vivir que la suya, y Salvador de Horta.
Inspirado por ellos, en 1635, a los 22 años de edad, entró al noviciado de los frailes Franciscanos en Nazzano y emitió los votos solemnes el 19 de mayo de 1636.  Vivió en varios conventos del Lacio y prefirió permanecer como hermano lego, desarrollando su actividad como limosnero, hortelano, cocinero, sacristán. Deseó partir como misionero a la India, pero no lo logró. Permaneció en Roma en el convento de San Francesco a Ripa, pero sobre todo dedicado a la obediencia, a la castidad y a la pobreza. 
Su obediencia se nota en un anécdota de su vida cuando el Padre guardián del convento lo mandó, como portero, a dar comida solamente a los frailes errantes quien venían a la puerta. Carlos, aunque ya conocido como buen amigo de los pobres, humildamente lo obedeció inmediatamente. Al poco tiempo, las limosnas al convento bajaron en cantidad. Carlos convenció al guardián que un hecho tenía que ver con el otro. Y cuando el convento volvió a entregar comida a cualquiera, aumentaron de nuevo las limosnas.

### Poeta
Por otro lado, también son conocidos los poemas del santo. En ellos, se recoge el estilo de Jacopone da Todi, donde describe la alegría por el amor divino. No todas sus obras fueron publicadas pero destacan Las Tres vías, El Sagrado Septenario, Los Discursos sobre la Vida de Jesús o su Autobiografía, escrita por orden de su confesor.

### Místico
En octubre de 1648, mientras oraba en la iglesia de San José a Capo le Case, su corazón fue traspasado por un dardo de luz, que partió de la Hostia consagrada, y permaneció llagado toda su vida. También se le asignaron otros dones como visiones y revelaciones. Esas virtudes le llevaron a ser consejero de obispos y cardenales, e incluso de los papas Alejandro VII y Clemente IX. De todas maneras, estas gracias con las altas esferas de la iglesia las combinó con su calidad de limosnero. Murió en su convento el 6 de enero de 1670, día de la Epifanía. Fue sepultado en la iglesia del convento.

## Santo
Carlos fue beatificado 212 años después de su muerte por el Papa León XIII en 1882, y fue canonizado por el Papa Juan XXIII el 12 de abril de 1959. Su festividad es el 6 de enero. Si la Epifanía se celebra ese día, la celebración de San Carlos se mueve a un día antes o un día después.
En la Orden franciscana la festividad se celebra el 18 de enero.